# Niandoma
Niandoma (en russe : Няндома) est une ville de l'oblast d'Arkhangelsk, en Russie, et le centre administratif du raïon de Niandoma. Sa population s'élevait à 19 416 habitants en 2019.

## Géographie
Niandoma est située à 68 km au nord-est de Kargopol, à 324 km au sud d'Arkhangelsk et à 675 km au nord de Moscou. 

## Histoire
Niandoma fut créée en 1896 autour de la gare ferroviaire « Niandoma » et accéda au statut de commune urbaine en 1925 puis à celui de ville en 1939.

## Population
Recensements (*) ou estimations de la population
| 1926* | 1939*  | 1959*  | 1970*  | 1979*  |
| ----- | ------ | ------ | ------ | ------ |
| 4 373 | 14 906 | 21 668 | 23 366 | 22 045 |

| 1989*  | 2002*  | 2010*  | 2013   | 2014   |
| ------ | ------ | ------ | ------ | ------ |
| 24 826 | 22 619 | 22 356 | 21 332 | 21 072 |

| 2015   | 2016   | 2017   | 2018   | 2019   |
| ------ | ------ | ------ | ------ | ------ |
| 20 741 | 20 395 | 20 143 | 19 783 | 19 416 |